# Sewadjtu
Seanchenre Sewadjtu war ein altägyptischer König (Pharao) der 13. Dynastie (Zweite Zwischenzeit), der im Turiner Königspapyrus genannt ist und angeblich drei Jahre und zwei Monate lang (Tage sind nicht erhalten) von etwa 1694 bis um 1691 v. Chr. oder von etwa 1654 bis um 1651 v. Chr. regiert haben soll.
Als Eigen- und Thronname werden Seanchenre Sewadjtu angenommen, und der König erscheint neben der Erwähnung im Königspapyrus Turin (7.5) eventuell auch in der Königsliste in Karnak. Dort wird ein Herrscher mit dem Namen Sewadjenre geführt. Diese Namensform ist vielleicht eine Verschreibung von Seanch-en-Re. Ältere Autoren haben beide Namen als einen einzigen gelesen. Bisher sind keine zeitgenössischen Denkmäler von ihm gefunden worden.